# Churchville (New York)
Churchville est un village du comté de Monroe, dans l'État de New York, aux États-Unis,. En 2010, il comptait une population de 1 961 habitants.

## Démographie
Lors du recensement de 2010, le village comptait une population de 1 961 habitants. Elle est estimée, en 2019, à 2 110 habitants.